# Sinfonia n. 14 (Haydn)
La Sinfonia n. 14 in La maggiore, Hoboken I/14, di Joseph Haydn pare sia stata scritta tra il 1761 ed il 1763.
La Sinfonia n. 14 è stata composta per un'orchestra di 2 oboi, un fagotto, 2 corni, archi e basso continuo. Essa consta di quattro movimenti:
1. Allegro molto, 3/4
2. Andante in Re maggiore, 2/4
3. Minuetto e Trio: Allegretto, con il Trio il La minore entrambi in 3/4
4. Allegro, 6/8

L'Andante era, inizialmente, il finale di un Divertimento giovanile Der Geburtstag (Compleanno), Hob. II/11. Le variazioni del divertimento vengono rielaborate in forma di sonata per la sinfonia.
Il trio del Minuetto si caratterizza per un oboe solo accompagnato dai violini e dal violoncello.
Il finale è altamente contrappuntistico ed è basato su una scala discendente.